# موردنیت
موردنیت  (به انگلیسی: Mordenite) با فرمول شیمیایی (CaK2Na2) (AlSi5O12)2.7H2O از مجموعه کانی هاست و از نام محل کشف آن Morden در کانادا اخذ شده‌است. محلول در HCl CaO:۲٫۰۸٪  Na2O:۲٫۳٪  K2O:۳٫۴۹٪  Al2O۳:۱۱٫۳۳٪  SiO۲:۶۶٫۷۸٪  H2O:۱۴٫۰۲٪  برای اولین بار در روسیه کشف شد و از نظر شکل بلور: خوشه‌های جواهری با طویل شدگی عمودی، رنگ: سیاه - جواهری - مرواریدی، شفافیت: شفاف - نیمه کدر، جلا: شیشه ای، رخ: کامل - مطابق با سطح و در رده‌بندی سیلیکات است همچنین خاصیت مغناطیسی ندارد و منشأ تشکیل آن بعد از آتشفشانی است.
همایند کانی‌شناسی (پارانژ) آن واکنش‌های شیمیایی و اشعه Xناترولیت- زئولیت‌های دروغین است
، از نظر ژیزمان بلوری - آگرگات رشته ای- شعاعی - سوزنی خشن کمیاب است و بیشتر در ایتالیا، ایسلند، کانادا و آمریکا یافت می‌شود.

## منبع
- پردیس کشاورزی ایران